# Presidente Vargas
Presidente Vargas, amtlich Município de Presidente Vargas, ist eine Kleinstadt des brasilianischen Bundesstaates Maranhão. Dort lebten im Jahr 2016 11.302 Einwohner. Sie wurde nach dem zweimaligen Präsidenten Getúlio Vargas benannt.

## Bürgermeister
- José do Lago Lima (interim) – 1965
- Wladimir Barbosa Uchôa – 1966–1969
- Luiz Alberto Coqueiro – 1970–1972
- João Uchôa Mendes – 1973–1976
- Afonso Celson Viana Neto – 1977–1982
- Manoel Mendonça Nicácio – 1983–1988
- Sebastião Figueiredo Mendes – 1989–1992
- Afonso Celso Viana Neto – 1993–1996
- José Bezerra Frazão – 1997–2000
- Afonso Celso Viana Neto – 2001–2004
- Raimundo Bartolomeu Aguiar – 2005–2007
- Luis Gonzaga Coqueiro Sobrinho – 2007–2008
- Luis Gonzaga Coqueiro Sobrinho – 2008–2012
- Ana Lúcia Cruz Rodrigues Mendes – 2013–2016
- José Herialdo Pelucio Junior – 2017–2020
- Fabiana Rodrigues Mendes – 2021–2024